# Maria Gripe
Maria Gripe, nome verdadeiro: Maria Walter (Vaxholm, cidade próxima de Estocolmo, 25 de abril de 1923 — Rönninge, 5 de abril de 2007), foi uma escritora sueca de livros para crianças e adolescentes, muitas vezes escritos como um tom mágico e místico.  
Era casada com o artista sueco Harald Gripe, que ilustrou a maioria das capas dos seus livros. 
As suas obras ganharam vários prémios, incluindo em 1974 o Prêmio Hans Christian Andersen, e foram traduzidas para vinte e nove idiomas. 
Maria Gripe morreu em 5 de abril de 2007 na sua casa vítima de uma doença originada por um vírus.

## Prêmios (seleção)
- 1972 - Prémio Astrid Lindgren [3]
- 1974 - Prêmio Hans Christian Andersen [3]
- 1979 - Prémio Dobloug [3]
- 2003 - Medalha Litteris et Artibus [3]